# 楊廷儀
楊廷儀（1467年—1540年），字正夫，號瑞虹，四川成都馬家鎮升庵村（今成都市新都区）人，祖籍江西廬陵，明朝政治人物。

## 生平
楊春之子，杨廷和之弟。
弘治八年乙卯科四川鄉試第五十六名舉人，十二年（1499年）會試第六名，二甲第四名進士。歷官吏部文选司郎中，正德五年（1510年）二月升太常寺少卿，七年十二月升太僕寺卿，十年正月升太常寺卿，三月丁忧守制。服阕，起复原职，十二年七月升工部右侍郎，管理易州山厂，十四年七月改任兵部右侍郎，十六年三月奉命领官军三千人迎护興王朱厚熜赴京，五月升本部左侍郎，兵部尚书王宪去位，署掌部事，为御史方凤所劾，稱病去职。曾作《八阵图修复记》。

## 家族
曾祖杨寿山。祖父杨玟，州吏目，贈行人司正。父杨春，按察司佥事。母葉氏，封孺人。重庆下。兄杨廷和，左春坊左中允；杨廷平（贡士）。弟廷宣。
有子杨慥、楊恂。